# Jerzy Kozubski
Jerzy Jarosław Kozubski (ur. 1 stycznia 1928 w Wilnie, zm. 18 lutego 2010) – polski ekonomista i matematyk.

## Życiorys
Po ukończeniu szkoły podstawowej (w 1941 roku w Wilnie) pracował jako gazeciarz, robotnik rolny i pomocnik szklarza. Po wojnie znalazł się na Kujawach. Pracował w cukrowni w Janikowie i uczył się w liceum dla dorosłych w Inowrocławiu.  W latach 1949–1952 studiował matematykę na Uniwersytecie Mikołaja Kopernika w Toruniu. Po studiach pracował jako nauczyciel matematyki w  Technikum Mechaniczno-Elektrycznym w Gdańsku.
W 1960 roku podjął pracę w Wyższej Szkole Ekonomicznej w Sopocie (obecnie w strukturze Uniwersytetu Gdańskiego), gdzie w 1970 roku uzyskał stopień doktora nauk ekonomicznych na podstawie pracy Model optymalnego lądowego transportu ryb morskich.
Prowadził badania w zakresie badań operacyjnych, teorii gier i ekonometrii.
Był kierownikiem Zakładu Ekonometrii, pełnił funkcję prodziekana  ds. studenckich Wydziału Ekonomiki Produkcji oraz prorektora Uniwersytetu Gdańskiego ds. studenckich.
W 1990 roku przeszedł na emeryturę.

## Wybrane publikacje
- Wybrane zagadnienia programowania w transporcie: zadania (1973)
- Wybrane zagadnienia badań operacyjnych w transporcie (1976)
- Programowanie matematyczne I (1980)
- Programowanie matematyczne II  (1990, ISBN 83-7017-245-8)
- Badania operacyjne i ich zastosowanie w transporcie (1991, ISBN 83-7017-309-8)
- Matematyczne modelowanie wybranych procesów finansowych (1998, ISBN 83-7017-800-6)
- Wprowadzenie do badań operacyjnych (1999, ISBN 83-7017-855-3)
- Przykłady i zadania z zastosowań matematyki w ekonomii (2001, ISBN 83-7326-002-1)